# CREST (komitet)
Komitet Crest (ang. Scientific and Technical Research Committee) – Komitet Badań Naukowo-Technicznych, organ doradczy wysokiego szczebla wspomagający zarówno Radę Unii Europejskiej, jak też Komisję Europejską we wszystkich sprawach dotyczących polityki UE w dziedzinie badań i rozwoju technicznego. Komitet został powołany do życia przez państwa członkowskie Wspólnoty Europejskiej rozporządzeniem Rady UE 14 stycznia 1974 r.
Od 4 maja 2001 r. w posiedzeniach Komitetu biorą udział nie tylko kraje członkowskie UE, ale także kraje stowarzyszone i kandydujące. Polskę do czasu wstąpienia w szeregi UE reprezentował Komitet Badań Naukowych.
Do zadań Crestu należy między innymi:
- koordynacja polityk narodowych w zakresie nauki i techniki,
- współpraca naukowo-techniczna,
- rozwój polityki naukowo-technicznej UE i Komisji Europejskiej,
- współpraca z instytutami badawczymi,
- wspieranie transferu wiedzy pomiędzy publicznymi instytucjami badawczymi a sektorem przemysłu,
- opracowanie politycznych zaleceń i wytycznych wdrożeniowych dotyczących wymiany wiedzy,
- organizacja publicznych instytucji badawczych,
- pozyskiwanie technologii i możliwości na rzecz szybkiego wzrostu,
- opracowanie zestawu narzędzi służących transgranicznej współpracy skupiającej publiczne instytucje badawcze,
- wytworzenie podstawowych elementów na rzecz rozwoju kompetencji specjalistów w zakresie transferu technologii w całej Europie,
- wymiana doświadczeń w zakresie mobilności naukowców między uczelniami wyższymi a przedsiębiorstwami.